# Tethina grisea
Tethina grisea är en tvåvingeart som först beskrevs av Fallen 1823. Enligt Catalogue of Life ingår Tethina grisea i släktet Tethina och familjen Canacidae, men enligt Dyntaxa är tillhörigheten istället släktet Tethina och familjen dynflugor. Arten är reproducerande i Sverige. Inga underarter finns listade i Catalogue of Life.